# Canavans sjukdom
Canavans sjukdom:
Neuroforskarna van Bogaert och Bertrand visade 1949 efter undersökning av ett större antal barn, de flesta under två år, att Canavans leukodystrofi är en väldefinierad fortskridande hjärnsjukdom som orsakas av dysmyelination. Det är den vanligaste hjärnsjukdom (cerebral) bland spädbarn. 
Den orsakas av dysmyelination som orsakas av en mängd olika enzymbrister. Sjukdomen orsakas av en mutation i ett arvsanlag som finns på korta armen i kromosom 17.

## Historia
Canavans sjukdom blev först erkänd 1931 av Myrtelle Canavan.

## Förekomst
Canavans sjukdom är en leukodystrofisjukdom. Det betyder att det är en sjukdom som på kort tid totalt förstör den vita hjärnsubstansen. Det orsakas av dysmyelination, det vill säga onormal bildning eller ökad nedbrytning av myelin som orsakas av en mängd olika enzymbrister, vilket är ärftlig. Myelinet är den substans som omger och isolerar de nervtrådar som utgår från nervcellerna i hjärna och ryggmärg (centrala nervsystemet). 
Canavans leukodystrofi förekommer främst bland människor med östeuropeisk (judisk) bakgrund. I Skandinavien är sjukdomen ytterst sällsynt. Det saknas siffror för förekomst eller insjuknade i Sverige. Uppskattningsvis föds ca 1 barn per år i Sverige som utvecklar Canavans leukodystrofi.

## Orsak
Sjukdomen orsakas av en mutation i ett arvsanlag som finns på korta armen i kromosom 17. Arvsanlaget, eller genen, kallas för ASPA (som förutser med instruktioner för att kunna bilda enzymet aspartoacylas. Mutationen leder till dålig funktion hos enzymet som i sin tur leder till att N-acetylaspartinsyra inte kan brytas ned och omsättas på ett normalt sätt. Canavans leukodystrofi är den hittills enda kända ärftliga sjukdomen som orsakas av en defekt i omsättningen av en biokemisk produkt som tillverkas inne i hjärnvävnaden där att N-acetylaspartinsyra tillverkas.

## Ärftlighet
Canavans leukodystrofi ärvs autosomalt recessivt. Detta innebär att båda föräldrarna är friska bärare av en skadad (muterad) gen. Vid varje graviditet med samma föräldrar finns 25 procents risk att barnet får sjukdomen. I 25 procent av fallen får barnet inte sjukdomen och blir inte heller bärare av den skadade genen. I 50 procent av fallen får barnet den skadade genen i enkel uppsättning och blir liksom föräldrarna frisk men bärare av den skadade genen.

## Symptom
De flesta barn som lider av Canavans leukodystrofi har varken vid födseln eller under de första levnadsveckorna symptom utan efter ca 3-5 månader så stannar de upp i utvecklingen. Vissa barn kan dock ha symptom redan vid födseln. Det tyder på att sjukdomen började redan före födseln.
Efter ca 6 månader finns det tecken på psykisk och motorisk utvecklingsförsening. Barnet får en slapphet i kroppen som ständigt ökar med svårighet att balansera huvudet. Huvudet växer och blir tyngre på grund av ökad hjärnvolym. Andra symptom som nedsatt syn och dålig förmåga att hålla ögonkontakt förekommer också. Barnet förlorar också färdigheter som att rulla runt och gripa tag i saker. Epilepsi och ofrivilliga rörelser kan komma som följd av alla hjärnförändringar som sker. 
Den mindre andelen barn som överlever 1 års ålder förlorar stora färdigheter som att kunna svälja och tugga själva. En del av barnen har kvar hörseln och känner igen röster väldigt länge.

## Behandling
För Canavans leukodystrofi finns för tillfället ingen behandling. Sjukdomen är fortfarande väldigt sällsynt i Sverige men forskning pågår inom området.  
Epilepsin och den möjlig spasticiteten, som också kan uppstå, kan behandlas med mediciner. PEG (sondmatning via näsa eller buk) kan vara nödvändigt i vissa fall.
Många föräldrar som får ett barn med sjukdomen hamnar i en känslomässig position som ibland kräver olika typer av samtalsterapi hos en psykolog eller kurator.